# 孔福尔
孔福尔（法語：Confort，法語發音：[kɔ̃fɔʁ]）是法国东部安省的一个市镇，属于楠蒂阿区。

## 地理
孔福尔（46°9'0"N, 5°49'23"E）面积11.66 平方千米，位于法国奥弗涅-罗讷-阿尔卑斯大区安省，该省份为法国东部省份，北起汝拉省，西北接索恩-卢瓦尔省，西接罗讷省和里昂大都会，南至伊泽尔省，东与萨瓦省、上萨瓦省和瑞士接壤。
与孔福尔接壤的市镇（或旧市镇、城区）包括：谢泽里－福朗、科隆日、法尔日、蒙唐日、瓦尔瑟罗讷。

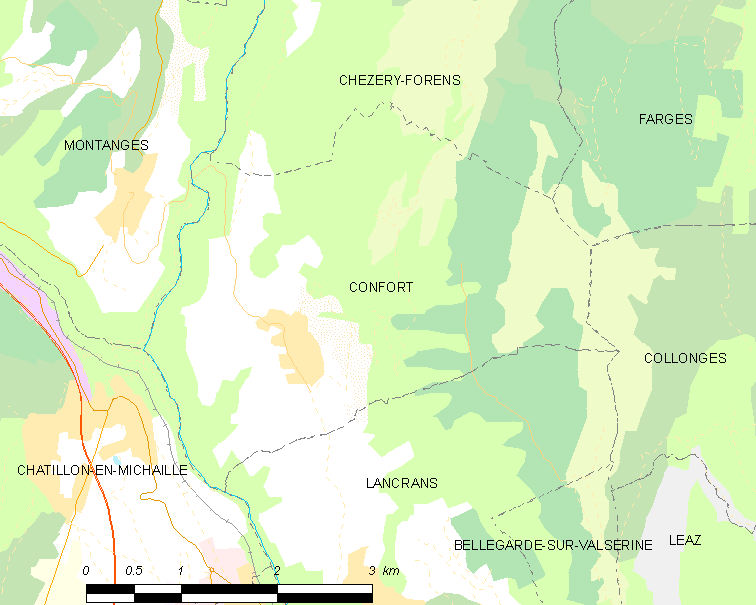
孔福尔的OSM定位图

孔福尔的时区为UTC+01:00、UTC+02:00（夏令时）。

## 行政
孔福尔的邮政编码为01200，INSEE市镇编码为01114。

## 政治
孔福尔所属的省级选区为瓦尔瑟罗讷县。

## 人口

1962-2008年间孔福尔人口变化图示

孔福尔于2022年1月1日时的人口数量为676人。